# مجلس الشيوخ الفنلندي

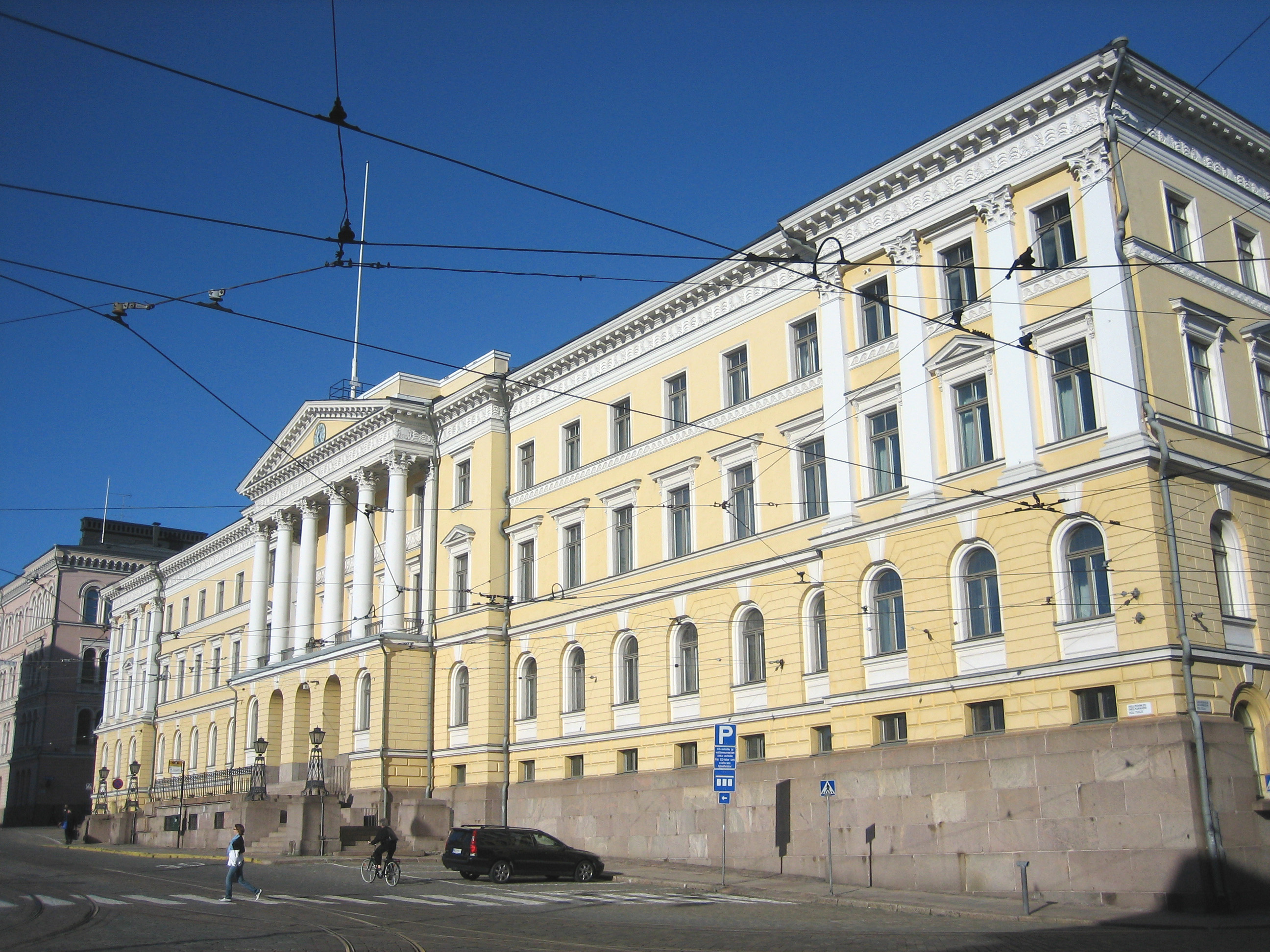
مبنى مجلس الشيوخ الفنلندي في العاصمة الفلندية هلسنكي

مجلس الشيوخ الفنلندي (بالفنلندية: Suomen senaatti) جمع بين مهام مجلس الوزراء والمحكمة العليا في دوقية فنلندا الكبرى من 1816 حتى 1917 وفي جمهورية فنلندا مستقلة من 1917 حتى 1918.
ترأس مجلس الشيوخ من قبل حاكم فنلندا العام. وأجرى أعضاء مجلس الشيوخ إلى أن المواطنين الفنلنديين. وانقسم مجلس الشيوخ في شعبة الاقتصادية وشعبة القضائية. في 1822 كان كل من الانقسامات إعطاء الفنلندية نائب الرئيس. من 1858 وما بعده كانت تعرف رسميا على أعضاء مجلس الشيوخ ومجلس الشيوخ. بعد ثورة فبراير في روسيا أصبح نائب رئيس الشعبة الاقتصادية رئيس مجلس الشيوخ. تم نقل بسبب الحرب الأهلية الفنلندية في 1918 مجلس الشيوخ إلى مدينة فآسا من 29 يناير إلى 3 مايو.
في سنة 1918 أصبح اللجنة الاقتصادية هي الحكومة واللجنة القضائية أصبحت المحكمة العليا والمحكمة الإدارية العليا في جمهورية فنلندا المستقلة. وأصبح نائب رئيس الدائرة الاقتصادية رئيس وزراء فنلندا، والأعضاء الآخرون بمجلس الشيوخ أصبحوا وزراء.